# Harry Winks
Harry Billy Winks (* 2. února 1996 Hemel Hempstead) je anglický profesionální fotbalista, který hraje na pozici defensivního záložníka za anglický klub Leicester City FC.
Mezi lety 2017 a 2020 odehrál také 10 utkání v dresu anglické reprezentace, ve kterých vstřelil 1 branku.